# 444
444（四百四十四、よんひゃくよんじゅうよん）は自然数、また整数において、443の次で445の前の数である。

## 性質
- 444は合成数であり、約数は1, 2, 3, 4, 6, 12, 37, 74, 111, 148, 222, 444である。
  - 約数の和は1064。
  - 106番目の過剰数である。1つ前は440、次は448。
- 54番目の回文数である。1つ前は434、次は454。
  - 一桁の数を除くと44番目の回文数である。
  - 4が3つ並ぶゾロ目である。1つ前は333、次は555。(オンライン整数列大辞典の数列 A014181)
- 444 = 2 × 2 × 111
  - 3つの回文数の積で表せる11番目の回文数である。1つ前は404、次は484。(オンライン整数列大辞典の数列 A078895)
- 118番目のハーシャッド数である。1つ前は441、次は448。
  - 12を基とする10番目のハーシャッド数である。1つ前は408、次は480。
- 4442 + 1 = 197137 であり、n 2 + 1 が素数になる64番目の数である。1つ前は440、次は464。(オンライン整数列大辞典の数列 A005574)
- 444 = 22 × 3 × 37
  - 3つの異なる素因数の積で p 2 × q × r の形で表せる28番目の数である。1つ前は414、次は460。(オンライン整数列大辞典の数列 A085987)
- 1/444 ＝ 0.00225... (下線部は循環節で長さは3)
  - 逆数が循環小数になる数で循環節が3になる17番目の数である。1つ前は432、次は540。(オンライン整数列大辞典の数列 A069105)
- 各位の平方和が48になる最小の数である。次は2226。(オンライン整数列大辞典の数列 A003132)
  - 各位の平方和が n になる最小の数である。1つ前の47は1136、次の49は7。(オンライン整数列大辞典の数列 A055016)
- 各位の立方和が192になる最小の数である。次は4044。(オンライン整数列大辞典の数列 A055012)
  - 各位の立方和が n になる最小の数である。1つ前の191は1145、次の193は1444。(オンライン整数列大辞典の数列 A165370)
- 桁の調和平均が4になる9番目の数である。1つ前は436、次は463。(オンライン整数列大辞典の数列 A062182)
例．3/1/4 + 1/4 + 1/4 = 4
- n = 444 のとき n と n − 1 を並べた数を作ると素数になる。n と n − 1 を並べた数が素数になる53番目の数である。1つ前は424、次は454。(オンライン整数列大辞典の数列 A054211)
- 444 = 12 × 37
  - n = 12 のときの n と prime(n) との積とみたとき1つ前は341、次は533。(オンライン整数列大辞典の数列 A033286)
- 444 = 4 × (102 + 10 + 1) = 4 × (112 − 11 + 1)
  - n = 10 のときの 4(n 2 + n + 1) の値とみたとき1つ前は364、次は532。(オンライン整数列大辞典の数列 A112087)
- 平方数で下3桁がゾロ目になるのは末尾が444または000になる数だけである。(オンライン整数列大辞典の数列 A039685)
例．382 = 1444、1002 = 10000
- 約数の和が444になる数は2個ある。(365, 443) 約数の和2個で表せる36番目の数である。1つ前は440、次は448。
- 各位の和が12になる39番目の数である。1つ前は435、次は453。

## その他 444 に関連すること
- 西暦444年
- プロ野球での長嶋茂雄の本塁打通算本数は444本である。
- 松本零士のSF漫画『銀河鉄道999』に登場する、銀河鉄道株式会社が保有する鉄道車両。公式設定では内銀河環状線を走る特急444(スリー･フォー(Three Four))号（別名:カペラ4号(Capella No.4)）とされている。
- 『444の恐怖』　1992年3月31日3:00 - 5:00、フジテレビの深夜帯（JOCX-TV+（プラス））で放送された特別番組。
- ヴォルフガング・アマデウス・モーツァルト作曲、交響曲第37番ト長調（冒頭のみモーツァルトの自筆）のケッヘル番号。
- 『はぐれ刑事純情派』の通算放映話数は444話である。